# Świebodzin
Świebodzin (německy Schwiebus) je město v Polsku v Lubušském vojvodství ve stejnojmenném okrese. Leží 35 km severně od města Zelená Hora a 105 km západně od Poznaně. V letech 1335–1742 město jako součást Slezska patřilo k Zemím Koruny české. Świebodzin leží u důležité křižovatky polských státních dálnic A2 a S3. Nachází se zde Socha Krista Krále, největší socha Ježíše Krista na světě. V roce 2021 zde žilo 21 341 obyvatel.

## Partnerská města
- Friesoythe, Dolní Sasko, Německo
- Herzberg (Elster), Braniborsko, Německo
- Neuenhagen bei Berlin, Braniborsko, Německo

## Galerie

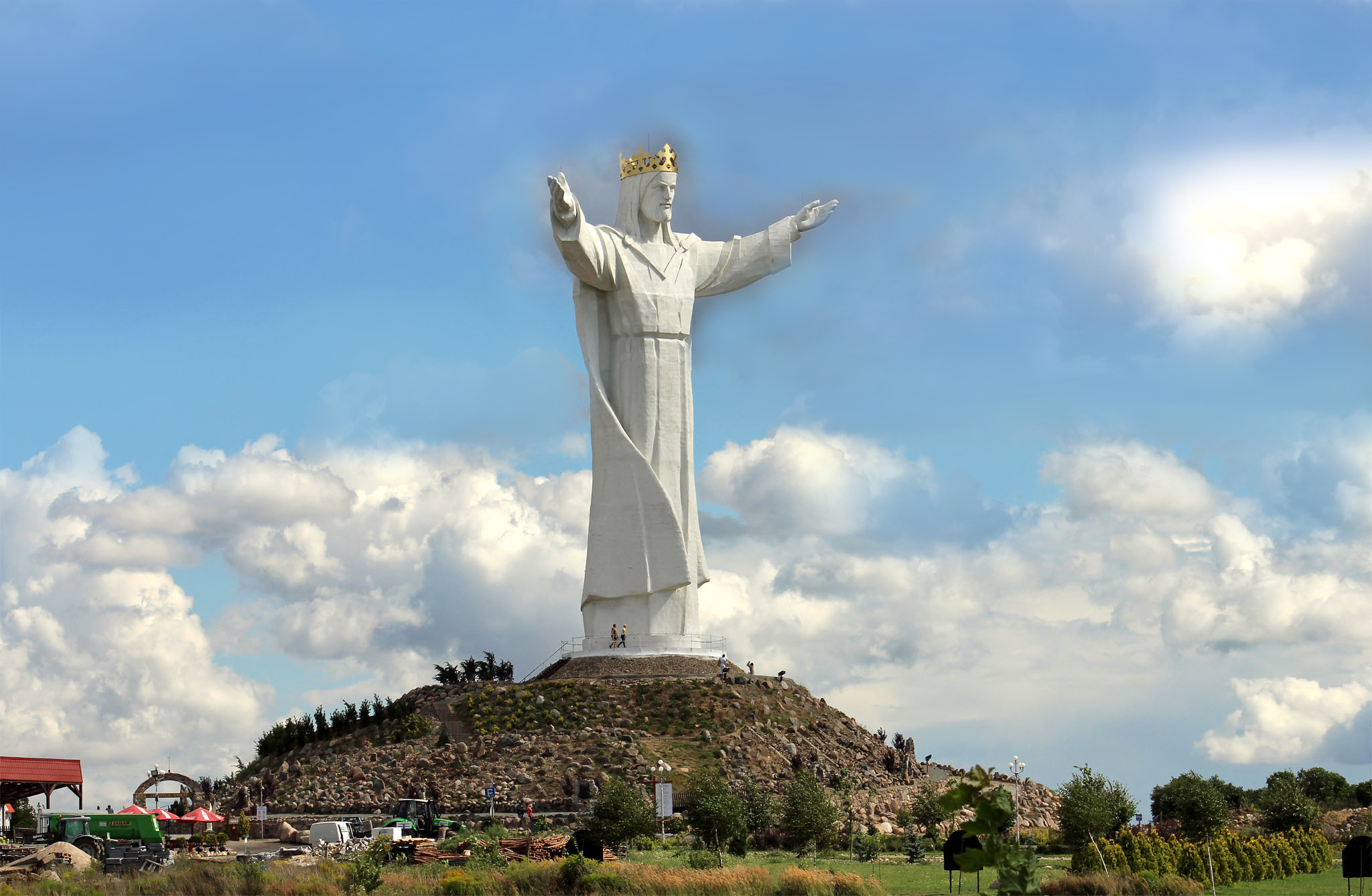
Socha Krista Krále
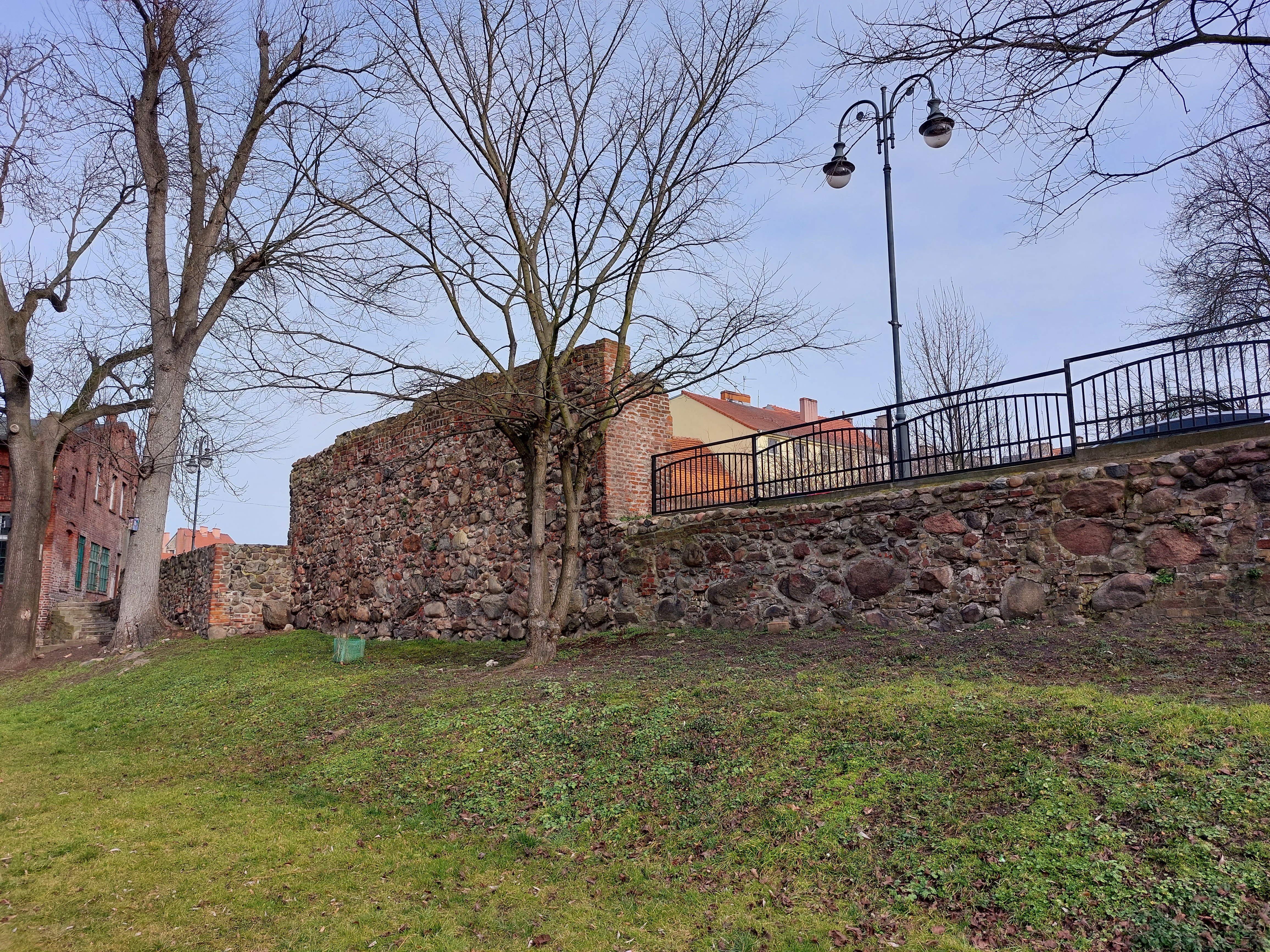
Městské hradby